# 마흐사 아미니
마흐사 아미니(1999년 9월 21일 ~ 2022년 9월 16일, 페르시아어: مهسا امینی) 또는 지나 아미니(쿠르드어: ژینا ئەمینی)는 이란 여성으로, 히잡 강제 착용에 반대했다는 이유로 테헤란에서 체포된 후 경찰에 구금되어 사망해 큰 파장을 불러일으켰다. 이로 인해 이란 전역에서 시위가 벌어졌으며, 전 세계 사람들과 정부는 광범위한 반응을 보였다.

## 같이 보기
- 마흐사 아미니 사망 사건